# Distretto di San Borja
Il distretto di San Borja è un distretto del Perù che appartiene geograficamente e politicamente alla provincia e dipartimento di Lima ed è situato a sud della capitale peruviana.

## Data di fondazione
Il distretto è stato istituito il 1º giugno 1983.

## Superficie e popolazione
9,96 km² e una popolazione stimata nel 2005 in 102.762 persone, di cui il 57% donne e il 43% uomini.

## Distretti confinanti
Confina a nord con il distretto di San Luis, il distretto di La Victoria e il distretto di Ate; a sud con il distretto di Surquillo ad est con il distretto di Santiago de Surco e ad ovest con il distretto di San Isidro.

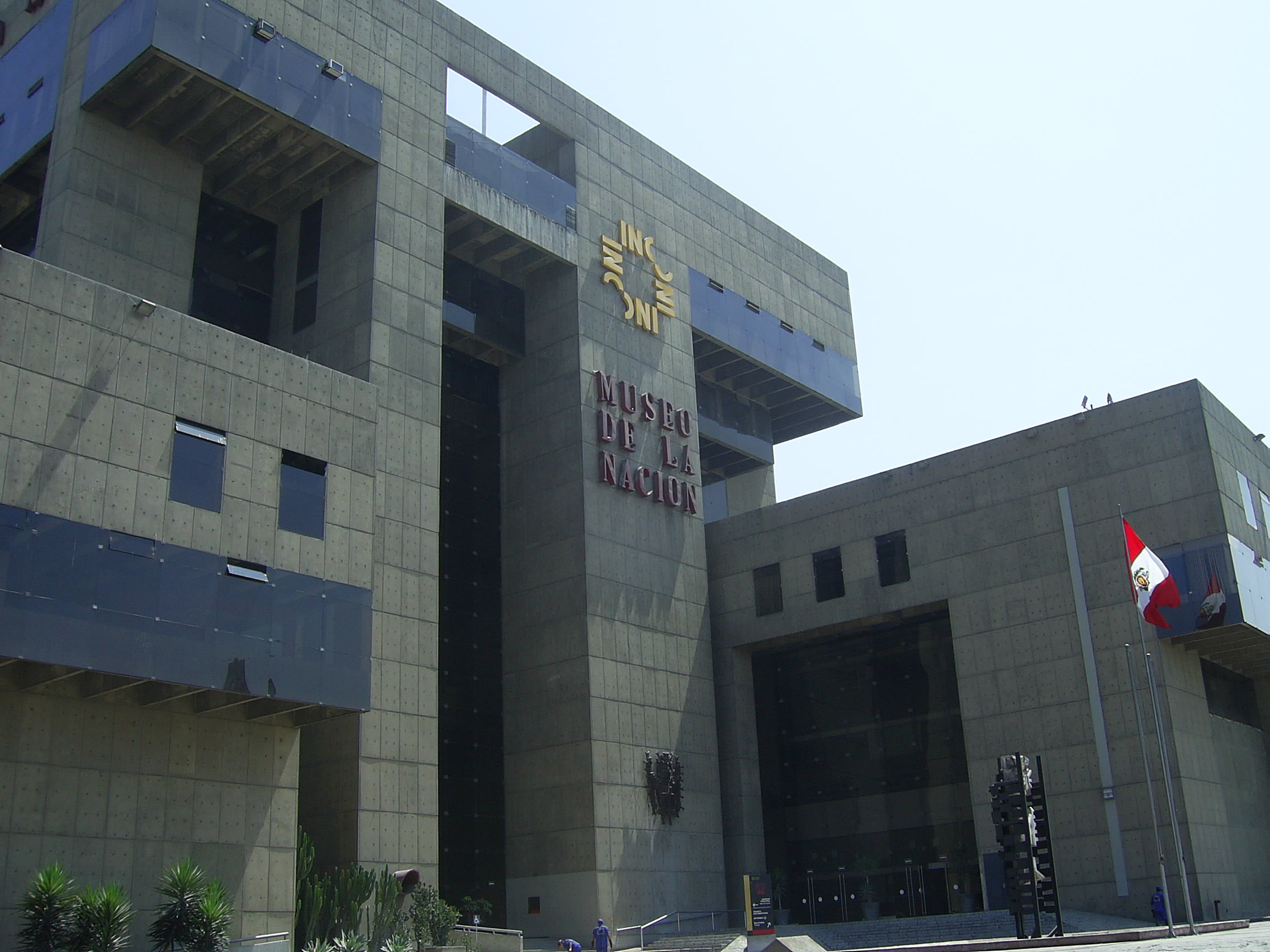
Museo de la Nación

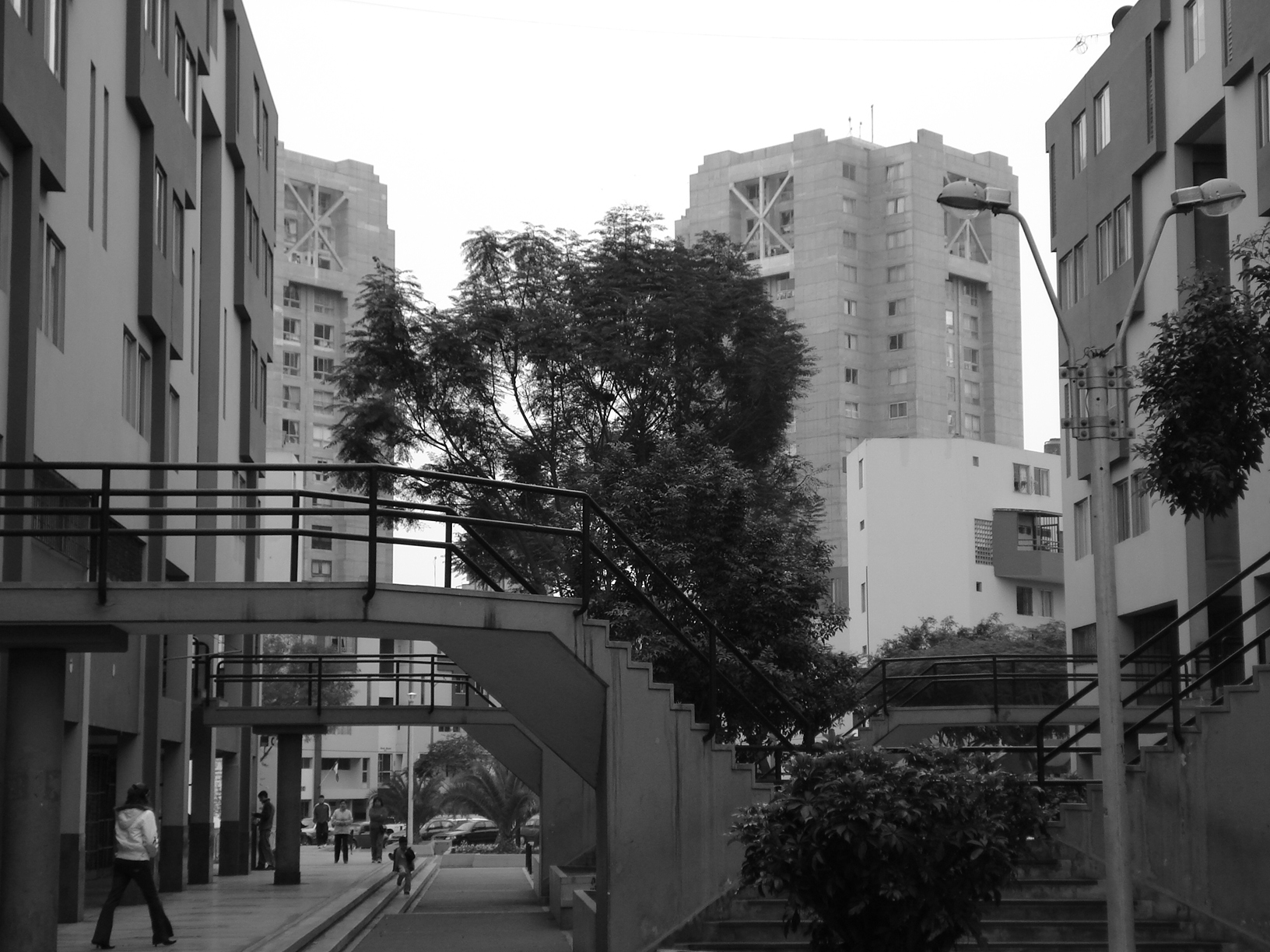
Limatambo San Borja

## Amministrazione
- 2019-2022
  - Sindaco: Alberto Tejada Noriega, Accion Popular.
- 2011-2018
  - Sindaco (alcalde):  Marco Antonio Alvarez Vargas, Unidad Nacional (PPC).
- 2003-2010
  - Sindaco: Alberto Tejada Noriega, Democracia con Valores.